# Uwe Gensheimer
Uwe Gensheimer (født 26. oktober 1986 i Mannheim, Tyskland) er en tysk håndboldspiller, der spiller som venstre fløj for den tyske klub Rhein-Neckar Löwen. Han vendte tilbage til klubben i sommeren 2019, efter at have været i den franske storklub Paris Saint-Germain Handball, siden 2016.

## Landshold
Gensheimer spiller desuden for det tyske landshold, som han debuterede for 25. november 2005 i en kamp mod Slovenien.